# Marcel Fischer (Kunsthistoriker)
Marcel Fischer (* 16. April 1906 in Zürich; † 30. Mai 1962) war ein Schweizer Kunsthistoriker und Gründungsdirektor des Schweizerischen Instituts für Kunstwissenschaft.

## Leben und Wirken
Marcel Rudolf Fischer wurde als Sohn des Lehrers Rudolf Fischer und seiner Frau Emma (geb. Sollberger) geboren. Er besuchte die Primar- und Mittelschule in Zürich und Küsnacht. Nach der Matura 1925 machte er das Lehrerdiplom des Kantons Zürich und anschliessend in diesem Beruf im Kanton und in der Stadt Zürich. Er studierte nebenher Kunstgeschichte, Archäologie, Geographie und Musikgeschichte an der Universität Zürich. 1938 wurde er dort zum Dr. phil. promoviert. 1951 war er Gründer und bis zu seinem Tod im Alter von 56 Jahren Direktor des Schweizerischen Instituts für Kunstwissenschaft in Zürich. Fischer war Verfasser oder Herausgeber zahlreicher Publikationen des Instituts.

## Schriften
- Albert Anker Skizzenbuch 1871. Sammlung A. Stoll. Fretz & Wasmuth, Zürich 1958.
- Daumier: Der Maler. Scherz, Bern 1950.
- Rembrandt. Gemälde. Fretz & Wasmuth, Zürich 1948.
- Rudolf Koller 1828-1905. Fretz & Wasmuth, Zürich 1951.
- Studien über Rhythmus und Dynamik in der Formstruktur der italienischen Malerei, Teil 1: Voruntersuchung über das Wesen des Rhythmus Universität Zürich (Dissertation), 1940.
- Leopold Robert als Zeichner. In: Architektur und Kunst, Bd. 31, H. 10, 1944, doi:10.5169/seals-25019#341, S. 293–298.

## Preise
1949: Conrad-Ferdinand-Meyer-Preis